# ايغيل لخميس

ايغيل لخميس هي قرية موجودة في بلدية قنزات، الكائنة بدائرة قنزات، بولاية سطيف الجزائرية.